# 桃園市桃園區會稽國民小學
桃園市桃園區會稽國民小學（Guei-Ji Elementary School）為一所位於臺灣桃園市桃園區的國民小學，於1945年建校。現以體育專長而聞名，並設有足球、羽球、角力校隊。

## 歷任校長
1. 邱垂統
2. 黃廷濱
3. 劉邦彬
4. 柯明煌
5. 李清木
6. 李克雄
7. 楊武雄
8. 蔡德宏
9. 葉美秀
10. 春美
11. 羅仕然
12. 鄭家興（現任校長）

## 外部連結
- 桃園市桃園區會稽國民小學 （页面存档备份，存于）